# امیر نادری
امیر نادری (زادهٔ ۷ خرداد ۱۳۲۴) فیلم‌ساز و نویسندهٔ ایرانی است. او از کارگردانان تأثیرگذار و مهم سینمای موج نو و معناگرای ایران است. نادری از کودکی در سالن سینما و تئاتر کار می‌کرد و با دیدن فیلم و نمایش، خواندن نقد فیلم و معاشرت با منتقدان، به‌طور خودآموخته وارد دنیای سینما شد. در ابتدا به عنوان عکاس در چند فیلم مهم سینمای ایران کار کرد. در سال ۱۳۵۰ اولین فیلمش خداحافظ رفیق را کارگردانی کرد. توجه جشنواره‌های جهانی با فیلم دونده و آب، باد، خاک به او جلب شد. دونده از سوی تعدادی از منتقدان در فهرست یکی از تاثیرگذارترین فیلم‌های ربع قرن اخیر معرفی شده‌است. نادری برای فیلم وگاس: بر اساس یک داستان واقعی نامزد جایزه شیر طلایی از شصت و پنجمین جشنواره فیلم ونیز در سال ۲۰۰۸ شد و همچنین برای فیلم‌های دونده و آب، باد، خاک در سال‌های ۱۹۸۵ و ۱۹۸۹ برنده جایزه بالن طلایی جشنواره فیلم سه قاره نانت شد.
وی از سال ۱۳۶۹ به ایالات متحده آمریکا مهاجرت کرد و در سال‌های اخیر در ژاپن زندگی می‌کند.

## زندگی

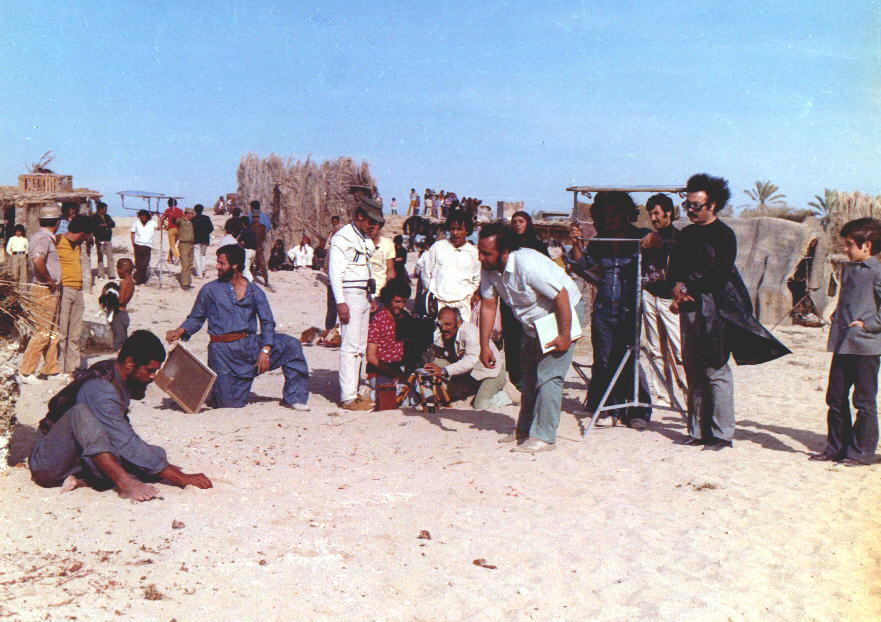
سرِ صحنهٔ تنگسیر با بهروز وثوقی و عوامل

پدرش پیش از تولد او فوت کرد و مادرش را در شش‌سالگی از دست داد. همراه با برادر بزرگترش تحت سرپرستی خاله‌اش زندگی کرد. کارهایی مانند تخمه‌فروشی جلوی در سینما، کنترل‌چی سالن سینما و آپارات‌چی سینما را در آبادان تجربه کرد. از ۱۲ سالگی با تماشای فیلم‌های خارجی در سینمای آبادان، به سینما و نمایش علاقه پیدا کرد و بعد در تئاتر حافظ آبادان نقش‌هایی کوتاه از بچه‌ها را بازی می‌کرد. وی دانش‌آموخته دبیرستان رازی آبادان است. با برادرش در تهران و در چند عکاس‌خانه کار کرد. آشنایی‌اش با علیرضا زرین‌دست پای او را به سینما باز کرد. کار در سینما را با عکاسی فیلم «قیصر»، «حسن کچل» و «پنجره» آغاز کرد. سال ۱۳۵۰ کار فیلمسازی‌اش را با نویسندگی و کارگردانی خداحافظ رفیق در ایران شروع کرد.

### مهاجرت
توقیف فیلم آب، باد، خاک و دو فیلم مستند جستجو ۱ و جستجو ۲ در تصمیم نادری به مهاجرت از ایران، بی تأثیر نبوده اما او دلیل اصلی مهاجرتش را هدف همیشگی‌اش در ساخت فیلم، در خارج از ایران عنوان کرده‌است.
امیر نادری در پایان دهه شصت خورشیدی از ایران مهاجرت کرد و در ایالات متحده، ژاپن و ایتالیا فیلم ساخته‌است. او بعد از مهاجرت خود خواسته‌اش فیلم‌هایی چون «منهتن از روی شماره» (۱۹۹۳)، «ماراتن» (۲۰۰۲) را ساخت.
امیر نادری در مسیر زندگی و فیلمسازی‌اش وفادار به خود، جستجوگر و یک دوست‌دار واقعی سینما باقی مانده‌است. او هرگز به فیلمسازی تجاری روی نیاورد، اما فیلم‌های او در مهم‌ترین جشنواره‌های سینمایی جهان دیده شدند، جایزه گرفتند و به یکی از ارجاع‌های سینمایی سینمادوستان دنیا تبدیل شدند. نادری اکنون سینمای ژاپن را در ژاپن تدریس می‌کند.

## آثار

### فیلم‌ها

#### کارگردان
- سفری به دنبال هویت ۲۰۲۱
- فانوس جادویی ۲۰۱۸
- کوه ۲۰۱۶
- ۶۰ ثانیه تنهایی در سال صفر ۲۰۱۱
- کات ۲۰۱۱
- وگاس: بر اساس یک داستان واقعی ۲۰۰۸
- دیوار صوتی ۲۰۰۵
- ماراتن ۲۰۰۲
- آ، ب، ث… منهتن  ۱۹۹۷
- منهتن از روی شماره ۱۹۹۳
- آب، باد، خاک ۱۳۶۴
- دونده ۱۳۶۳
- جستجو ۲ ۱۳۶۰
- جستجو ۱ ۱۳۵۹
- برنده ۱۳۵۷
- ساخت ایران ۱۳۵۷
- مرثیه ۱۳۵۴
- انتظار ۱۳۵۳
- ساز دهنی ۱۳۵۲
- تنگسیر ۱۳۵۲
- تنگنا ۱۳۵۲
- خداحافظ رفیق ۱۳۵۰

#### عکاس
- رضا موتوری (مسعود کیمیایی) ۱۳۴۹
- حسن کچل (علی حاتمی) ۱۳۴۹
- قیصر (مسعود کیمیایی) ۱۳۴۸
- بیگانه بیا (مسعود کیمیایی) ۱۳۴۷

فیلمنامه‌نویس
- تجربه (عباس کیارستمی) ۱۳۵۱ - فیلمنامه مشترک با عباس کیارستمی

### نوشته‌ها
- «اینطوری مرد شدم» (۱۳۵۷)

## جوایز
- برنده جایزه بهترین کارگردانی برای فیلم‌های تنگنا و تنگسیر از ششمین جشنواره فیلم سپاس ۱۳۵۳
- برنده جایزه ویژه هیئت داوران برای فیلم انتظار از جشنواره فیلم کن ۱۹۷۴ [نیازمند منبع] (جایزه‌ی ویژه هیئت داوران کن در ۱۹۷۴ به فیلم داستان‌های عشقی هزار و یک شب پازولینی تعلق گرفته است)
- برنده جایزه پلاک طلای برای فیلم انتظار از جشنواره فیلم جزایر ویرجین ۱۹۷۵
- برنده جایزه بالن طلایی برای فیلم دونده از جشنواره سه قاره ۱۹۸۵
- برنده جایزه منتقدان بین‌المللی برای فیلم دونده از جشنواره فیلم ملبورن ۱۹۸۷
- برنده جایزه بالن طلایی برای فیلم آب، باد، خاک از جشنواره فیلم سه قاره ۱۹۸۹
- برنده جایزه ویژه هیئت داوران برای فیلم آب، باد، خاک از جشنواره فیلم سیدنی ۱۹۹۰
- برنده جایزه برای فیلم آب، باد، خاک از جشنواره فیلم جیفونی ۱۹۹۰
- برنده جایزه برای فیلم آب، باد، خاک از جشنواره فیلم فوکودا ۱۹۹۱
- برنده جایزه برنز برای فیلم آب، باد، خاک از جشنواره فیلم دمشق ۱۹۹۱
- برنده جایزه تورناژ برای فیلم آ، ب، ث… منهتن از جشنواره فیلم آوینیون ۱۹۹۷
- برنده جایزه منتقدان روبرتو روسلینی برای فیلم دیوار صوتی از جشنواره فیلم رم ۲۰۰۵
- برنده جایزه عصای سفید برای فیلم دیوار صوتی از جشنواره فیلم تورین ۲۰۰۵
- نامزد جایزه شیر طلایی برای فیلم وگاس: بر اساس یک داستان واقعی از شصت و پنجمین جشنواره فیلم ونیز ۲۰۰۸
- تقدیر ویژه انجمن جهانی کاتولیک برای فیلم وگاس: بر اساس یک داستان واقعی در جشنواره فیلم ونیز ۲۰۰۸[۷]
- برنده جایزه بهترین فیلم انجمن فیلم‌سازان جوان ایتالیا برای فیلم وگاس: بر اساس یک داستان واقعی از جشنواره فیلم ونیز ۲۰۰۸
- برنده جایزه فیلمساز جوان برای فیلم وگاس: بر اساس یک داستان واقعی از انجمن سینما پاریس ۲۰۰۹
- اعطاء «نشان عالی هنر برای صلح» در هفتمین دورهٔ جشنوارهٔ بین‌المللی هنر برای صلح، برای روایتگری عاشقانه در سینما ۱۳۹۸[۸]

### بزرگ‌داشت و بررسی آثار
- در سال ۲۰۰۶ موزه ملی سینما در تورین ایتالیا به بزرگ‌داشت امیر نادری و بررسی کارهای او با نمایش فیلم‌ها و عکس‌هایش پرداخت.[۹]
- در سال ۲۰۰۸ به مناسبت سی‌امین سال برگزاری جشنواره فیلم سه قاره نانت، از امیر نادری و کارگردان‌های دیگری که دوبار بالن‌طلایی این جشنواره را برده‌اند تقدیر شد.

فیلم‌های انتظار، دونده و آب، باد، خاک در بزرگ‌داشت نادری نمایش داده شد.
- در بهار ۲۰۱۸ موزه ژورژ پمپیدوی پاریس برنامه ویژه‌ای برای امیر نادری ترتیب داد و چندین شب پی در پی او به تماشای آثار خود همراه با تماشاگران نشست.[۶]